# 国会 (ドイツ)

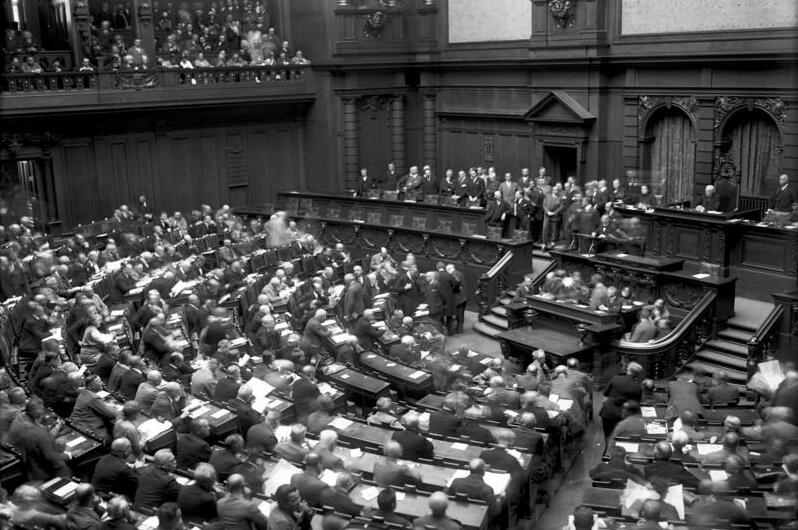
国会の議場(1928年)

ライヒスターク（独：Reichstag）は、かつてのドイツ議会の名称。

## 名称
「ライヒ」というドイツ語は「国」や「帝国」と訳される概念で、「ナツィオン」（ネイション）や「シュタート」（ステイト、国家）とは区別される。
一般に日本では帝政ドイツ時代のものが知られているため「帝国議会」とも言われ、また各時代を反映して「共和国議会」と分けて称されることもある。
「Reichstag」は国会、国議会、国家議会、ライヒ議会などの訳が当てられる。英語では一般に原語のまま知られているが、訳としては「Diet（国会。日本の国会も同様の訳）」が当てられる。ちなみに帝政を意味するドイツ語は「Kaiserreich」あるいは「Kaisertum」である。
宮廷会議（Hofrat）が元。この頃はまだ単にドイツ王の意見機関であって議会としての機能は有していなかった。「Reichstag」は神聖ローマ帝国時代に初めて開設された（帝国議会 (神聖ローマ帝国)）。その後ドイツ連邦時代に「Bundestag（連邦議会）」となったが、北ドイツ連邦の時に再び「Reichstag」とされた。ドイツ国成立後は帝政ドイツ、ヴァイマル共和政、ナチス・ドイツと変わらず「Reichstag」であった。第二次世界大戦後は、東西分裂期及び東西統一後のドイツ連邦共和国ではドイツ連邦議会（Deutscher Bundestag）、ドイツ民主共和国では人民議会（Volkskammer）にとって代わられた。
現在でもベルリンのドイツ連邦議会の議事堂として使用されている建物の名称に残っている。
大日本帝国憲法下の日本の帝国議会もドイツ語では「Reichstag」と称される。

## 構成

### 神聖ローマ帝国
- 主要記事：帝国議会 (神聖ローマ帝国)

ローマ王が重要事項を主要な諸侯に諮問する宮廷会議（de:Hofrat）が元。神聖ローマ帝国の領邦国家化が進むにつれて恒常的に開催されるようになった。12世紀末より帝国等族（議席権、発言権、議決権をもつ参加者）が飛躍的に増加し、金印勅書で明文化され、帝国議会（Reichstag）となった。金印勅書は神聖ローマ帝国の領邦国家化を著しく助長し、帝国議会を重要なものにした。帝国議会はドイツ諸侯をかろうじて帝国につなぎ止める役割を果たした。ドイツにおける身分制議会といえる。

### ヴァイマル共和国
| 政党 | 政党    | 政党                       | 1919 | 1920 | 1924-05 | 1924-12 | 1928 | 1930 | 1932-07 | 1932-11 |
| ---- | ------- | -------------------------- | ---- | ---- | ------- | ------- | ---- | ---- | ------- | ------- |
|      | KPD     | ドイツ共産党               | -    | 4    | 62      | 45      | 54   | 77   | 89      | 100     |
|      | USPD    | ドイツ独立社会民主党       | 22   | 83   | 0       | 0       | 0    | 0    | -       | -       |
|      | SPD     | ドイツ社会民主党           | 163  | 103  | 100     | 131     | 153  | 143  | 133     | 121     |
|      | DDP     | ドイツ民主党               | 75   | 39   | 28      | 32      | 25   | 20   | 4       | 2       |
|      | Zentrum | 中央党                     | 91   | 64   | 65      | 69      | 61   | 68   | 75      | 70      |
|      | BVP     | バイエルン人民党           | -    | 20   | 16      | 19      | 17   | 19   | 22      | 20      |
|      | DVP     | ドイツ人民党               | 19   | 65   | 45      | 51      | 45   | 30   | 7       | 11      |
|      | DNVP    | ドイツ国家人民党           | 44   | 71   | 95      | 103     | 73   | 41   | 37      | 51      |
|      | NSDAP   | 国民社会主義ドイツ労働者党 | -    | -    | 32      | 14      | 12   | 107  | 230     | 196     |
|      | その他  | その他                     | 7    | 10   | 29      | 29      | 51   | 72   | 11      | 13      |
|      |         |                            | 421  | 459  | 472     | 493     | 491  | 577  | 608     | 584     |

#### 各国会選挙詳細
- 1919年ドイツ国民議会選挙
- 1920年ドイツ国会選挙
- 1924年5月ドイツ国会選挙
- 1924年12月ドイツ国会選挙
- 1928年ドイツ国会選挙
- 1930年ドイツ国会選挙
- 1932年7月ドイツ国会選挙
- 1932年11月ドイツ国会選挙

### ナチス・ドイツ
ナチ党の権力掌握（1933年2月1日の解散）後、選挙は四度行われた。
- 1933年3月ドイツ国会選挙

1933年3月5日に行われた。この選挙の告示後に国会議事堂放火事件が発生。ナチ党政府はこれに対抗し「ドイツ国民と国家を保護するための大統領令」を2月28日に発令。ドイツ共産党とドイツ社会民主党に対する大規模な弾圧を開始した。選挙後には大規模な国会開会の儀式が行われ、「民族高揚の日」としてナチス・ドイツの祝日となった。開会後の国会では全権委任法が成立した（3月23日）。これにより国会は立法権を失い、政府が折々によりとった措置の報告を行い、必要がある場合には承認を求められるだけの存在となった。
- 1933年11月ドイツ国会選挙

1933年11月12日に行われた。ナチ党以外の政党は禁止されており、政府の発表したリストを承認するのみの投票であった。以降国会はアンシュルスやラインラント進駐などの節目にのみ開かれるようになる。
- 1936年ドイツ国会選挙

1936年3月29日に行われた。同時にラインラント進駐への国民投票も行われた。
- 1938年ドイツ国会選挙

1938年4月10日に行われた。同時にオーストリア併合への国民投票も行われた。これが国会における最後の選挙となり、以降ドイツの立法府がドイツ連邦議会に取って代わられるまで議会の選挙は行われなかった。また国会自体も1942年4月26日を最後として開催されなくなった。

## 歴代議長（Reichstagspräsident）
- 1920 – 1924：パウル・レーベ（Paul Löbe・SPD）
- 1924 – 1925：マックス・ヴァルラフ（Max Wallraf・DNVP）
- 1925 – 1932：パウル・レーベ（SPD）
- 1932 – 1945：ヘルマン・ゲーリング（Hermann Göring・NSDAP）